# Dmitro-Pokróvskoie
Dmitro-Pokróvskoie (en rus: Дмитро-Покровское) és un poble de l'óblast de Vorónej, a Rússia, segons el cens del 2010 tenia 56 habitants.